# Weerayut Srivichai
Weerayut Srivichai (thailändisch วีรยุทธ ศรีวิชัย, * 1. März 1988) ist ein thailändischer Fußballspieler.

## Karriere
Weerayut Srivichai stand bis Ende 2013 beim Nakhon Pathom United FC unter Vertrag. Wo er vorher gespielt hat, ist unbekannt. Der Verein aus Nakhon Pathom spielte in der zweiten thailändischen Liga, der Thai Premier League Division 1. Anfang 2014 wechselte er zum Erstligaaufsteiger PTT Rayong FC nach Rayong. Für Rayong absolvierte er fünf Spiele in der Thai Premier League. Nach einer Saison musste er mit dem Verein Ende 2014 wieder in die zweite Liga absteigen. Nach dem Abstieg verließ er Rayong und ging nach Krabi, wo er sich dem Zweitligisten Krabi FC anschloss. 2016 verpflichtete ihn der Drittligist Nongbua Pitchaya FC. Mit dem Verein aus Nong Bua Lamphu spielte er in der dritten Liga, der damaligen Regional League Division 2. Hier trat man in der Northern Region an. Ende der Saison wurde er mit Nongbua Meister der Region und stieg anschließend in die zweite Liga auf. Anfang 2020 unterschrieb er einen Vertrag beim Ligakonkurrenten Kasetsart FC in Bangkok. Nach drei Spielen in der zweiten Liga wurde der Vertrag Mitte 2020 aufgelöst. Nach Vertragsauflösung unterschrieb er Anfang Juli 2020 einen Vertrag beim Viertligisten Udon United FC in Udon Thani. Nach der Unterbrechung der Liga wegen der COVID-19-Pandemie wurde im Oktober 2020 die Thai League 3 und die Thai League 4 zusammengelegt. Die Thai Legue 3 spielte in sechs Regionen. Udon wurde er North/Eastern Region zugeteilt. Am Ende der Saison feierte er mit dem Verein die Meisterschaft. In den Aufstiegsspielen zur zweiten Liga konnte man sich nicht durchsetzen. Zu Beginn der Saison 2021/22 unterschrieb er in Lampang einen Vertrag beim Zweitligisten Lampang FC. Nach Saisonende 2021/22 wurde er zum Wertvollsten Spieler der Zweitligasaison gewählt. Am Ende der Saison 2021/22 wurde er mit Lampang Tabellenvierter und qualifizierte sich für die Aufstiegsspiele zur ersten Liga. Hier konnte man sich gegen den Trat FC durchsetzen und stieg in die erste Liga auf. Nach einer Saison Erstklassigkeit musste er mit Lampang am Ende der Saison als Tabellenletzter wieder den Weg in die zweite Liga antreten. Nach 65 Ligaspielen, in denen er 18 Treffer erzielte, wechselte er im Sommer 2023 zum ebenfalls aus der ersten Liga abgestiegenen Nongbua Pitchaya FC. Am Ende der Saison 2023/24 wurde er mit dem Klub Vizemeister und stieg direkt in die erste Liga auf. Am Ende der Saison 2024/25 belegte er mit Nongbua den 14. Tabellenplatz und musste somit in die zweite Liga absteigen.

## Erfolge
Nongbua Pitchaya FC
- Regional League Division 2 – North: 2016  ▲
- Thailändischer Zweitligameister: 2023/24  ▲

Udon United FC
- Thai League 3 – North/East: 2020/21

## Auszeichnungen
Thai League 2
- Wertvollster Spieler der Saison: 2021/22